# Kumar Vishwanathan
Kumar Vishwanathan (* 15. listopadu 1963 Quilon) je aktivista, pedagog a sociální pracovník indického původu, který se od roku 1997 v České republice, zejména na Ostravsku, věnuje romské menšině a usiluje o zlepšení jejího soužití s majoritní společností.[nenalezeno v uvedeném zdroji] Bydlí v Ostravě a cítí se zde doma. V roce 2007 obdržel cenu Ashoka Fellow.

## Životopis
Narodil se ve městě Kollam (Quilon) ve svazovém státě Kérala v Indii.[nenalezeno v uvedeném zdroji] Z Indie odešel, protože mu vadil tamní kastovní systém.
Roku 1990 dokončil studium oboru fyzika-matematika na Přírodovědecké fakultě Univerzity Patrice Lumumby v Moskvě.[nenalezeno v uvedeném zdroji] Poté působil jako stážista ve Velké Británii (Londýnská univerzita) a v USA (International Visitor Leadership Program).[nenalezeno v uvedeném zdroji]
V roce 1986 se seznámil s českou studentkou Univerzity Palackého Laďkou, která byla v Rusku na stáži. V roce 1990 uzavřeli manželství a Kumar Vishwanathan se přestěhoval za manželkou do Olomouce. V letech 1991–1997 působil jako učitel fyziky na anglické sekci gymnázia Hejčín v Olomouci. Podílel se na založení česko-britské bilingvní školy, odpovídal za tvorbu jejích nových osnov.[nenalezeno v uvedeném zdroji]
V roce 1997 plánoval odjezd do Sarajeva postiženého válkou, ale do jeho plánů vstoupily povodně na Moravě a ve Slezsku; když se doslechl, že skupina obyvatel z Hrušova byla provizorně přesídlena do školy a později do unimobuněk a starousedlíci proti nim protestují, rozhodl se během prázdnin, kdy měl volno, jet do Ostravy s řešením pomoci. Od povodní v roce 1997 se věnuje jako streetworker a komunitní pracovník romské menšině v České republice. Začal tím, že ve Slezské Ostravě pracoval s Romy postiženými povodní,[nenalezeno v uvedeném zdroji] kteří pocházeli zejména z Hrušova. Do Ostravy přesídlil přesto, že ho mnozí přátelé varovali, že je to šílené město. Líbí se mu drsná a otevřená mentalita zdejších lidí, surové a syrové město s obrovskou energií, i střet vlivů německých, slovanských a židovských a přírodní a kulturní bohatství Prajska.
Podílí se na budování terénní sociální práce v romské komunitě v ČR, na reformě základního školství a reformě psychologického testování dětí.[nenalezeno v uvedeném zdroji] Soustavně se věnuje otázkám lidských práv a sociálním otázkám, terénní, komunitní a pedagogické práci, vzdělávací reformě a problematice ústavní výchovy dětí, rozvoji romské komunity v Ostravě atd.[nenalezeno v uvedeném zdroji] V roce 1998 společně se studenty Ostravské univerzity a brněnské Masarykovy univerzity založil občanské sdružení Vzájemné soužití, jehož cílem je zvyšovat porozumění mezi romskou komunitou a většinovou společností, a stojí v čele tohoto sdružení.[nenalezeno v uvedeném zdroji] Byl jedním z hlavních iniciátorů projektu Vesnička soužití.[nenalezeno v uvedeném zdroji] Inicioval vznik komunitní rady v osadě Bedřiška dne 27. března 2010.
Domnívá se, že romská komunita je budoucností této země, protože je to rostoucí komunita, a vidí ji jako skupinu lidí, která může obohatit tuto zemi. Oceňuje vysokou úroveň sociální práce v České republice i v USA ve srovnání s Indií. Snaží se o prevenci „ghettoizace“, usiluje o mezietnické soužití a integraci. Zapojuje nájemníky do aktivit, v nichž se naučí vážit si svého majetku a udržovat v čistotě plochy okolo svého obydlí, a pak zapojuje vládu a místní podniky, aby společně vytvořili partnerství a spolupracovali na lokální úrovni.
V letech 1999, 2003 a 2005 byl jmenován členem Rady vlády ČR pro lidská práva.[nenalezeno v uvedeném zdroji] V roce 1999 byl rovněž jmenován členem skupiny Bridge People Vysokého komisaře OSN pro uprchlíky pro konzultace s velvyslanectvími zemí EU o otázkách mezietnického soužití v ČR.[nenalezeno v uvedeném zdroji]

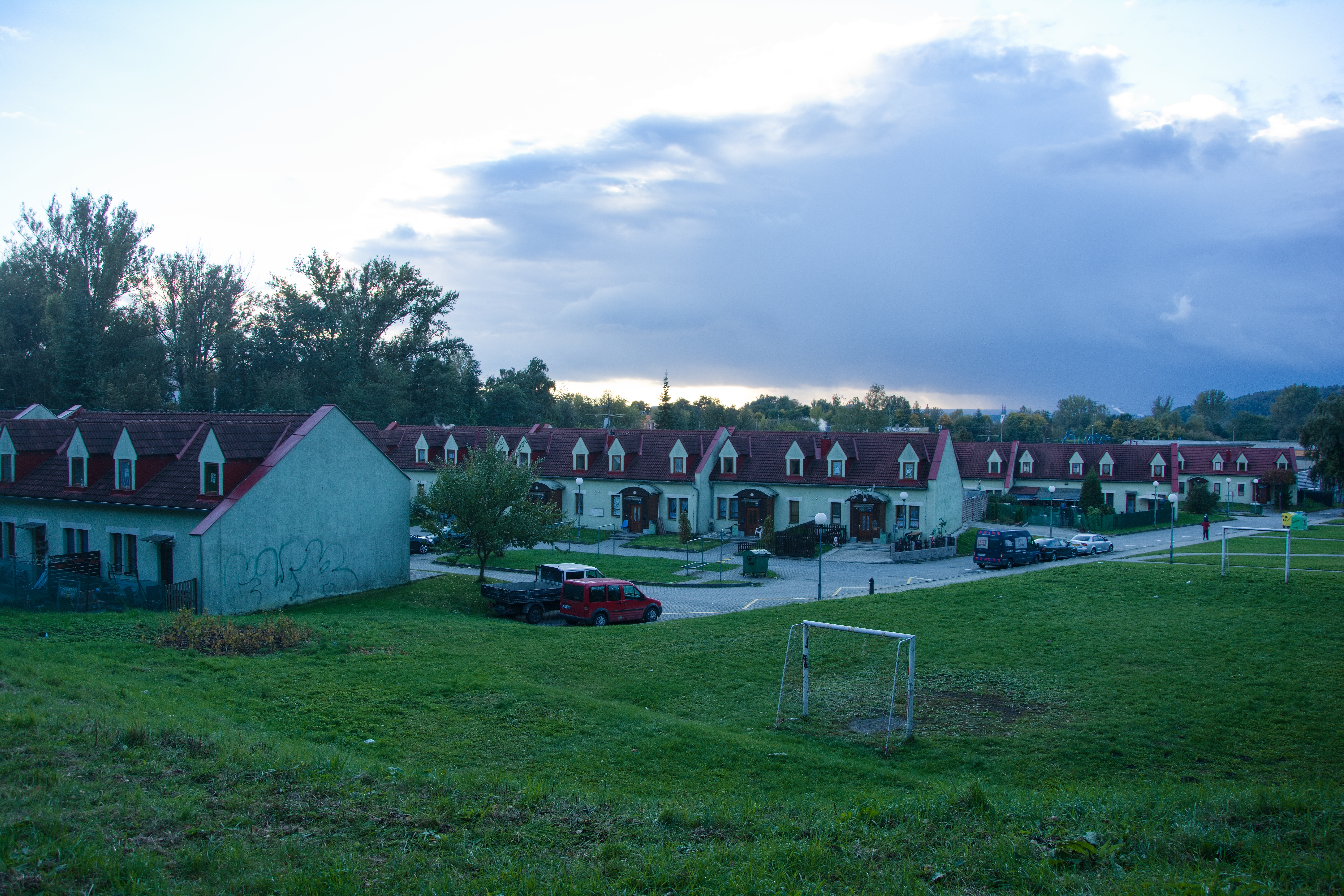
Vesnička soužití

## Vesnička soužití
Po povodních v roce 1997, kdy mnoho lidí a mezi nimi i mnoho romských rodin přišlo o bydlení, se objevila z Vishwanathanovy iniciativy myšlenka na vytvoření modelové vesničky, v níž by spolu žili Romové i majoritní etnikum. Obyvatelé, kteří v Hrušově přišli o domov, zatím žili provizorně v unimobuňkách v Liščině. Myšlenku se podařilo zrealizovat v roce 2002. Do projektu bylo zahrnuto 30 rodin (10 romských, 10 „majoritních“ a 10 smíšených), které při povodních roku 1997 přišly o domov, souhlasily s myšlenkou projektu a nepatřily mezi sociálně slabé. Každá z rodin na stavbě odpracovala 200 hodin. V roce 2005 žilo ve vesničce asi 150 lidí. Finančně se na výstavbě podílela nadace Civilia, garantem byl ostravskoopavský biskup František Lobkowicz.
V roce 2006 diecézní charita Ostravsko-opavské diecéze ukončila spolupráci se sdružením Vzájemné soužití s odůvodněním, že sdružení neplní dohodu, dosud nezpracovalo zásadní dokument sociálního projektu, neuzavřelo nájemní vztah s diecézní charitou jakožto majitelem objektu a údajně mediálně prezentuje vesničku jako vlastní projekt. Výpovědi předcházely koncepční spory mezi správcem vesničky, zaměstnancem charity Gejzou Machalou, a Kumarem Vishwanathanem ohledně přijetí rodiny odjinud nebo svépomocného vaření jídla ve školce, která podle Charity nesplňuje hygienické normy. Charita rozhodla o rozpuštění samosprávné správní rady vesničky, která podle Vishwanathana byla jedním ze základních principů jejího fungování. Charita také prosazovala, aby nájemní smlouvy pro rodiny byly uzavírány pouze na rok, s čímž Vishwanathan nesouhlasil.

## Ocenění
V roce 1998 mu Nadace Charty 77 udělila Cenu Františka Kriegla za osobní nasazení při sbližování a porozumění mezi Romy a Čechy..[nenalezeno v uvedeném zdroji]
V roce 2003 mu občanské sdružení Tolerance udělilo cenu Prix Irene za příspěvek ke zlepšení mezietnického soužití.[nenalezeno v uvedeném zdroji]
8. prosince 2005 mu velvyslanectví USA v Praze udělilo cenu Alice Garrigue Masarykové za úsilí a iniciativu vedoucí k vytvoření Vesničky soužití v Ostravě, ve které společně žijí Romové i lidé z většinové společnosti, za rozvoj lidských práv a podporu sociální spravedlnosti. Kumar Vishwanathan byl historicky druhou osobou, která tuto cenu obdržela.
V roce 2007 obdržel cenu Ashoka Fellow. Ministerstvo zahraničí ČR mu udělilo Cenu Jana Masaryka Gratias Agit. Obdržel Čestnou medaili Policie.